# Farmakodynamik
Farmakodynamik är läran om läkemedlens effekter. Farmakodynamik handlar om de effekter läkemedlet åstadkommer i kroppen och hur effekterna förändras med tiden. Man brukar även relatera de farmakodynamiska effekterna till läkemedlets farmakokinetik, det vill säga hur läkemedlets koncentration i kroppen ändras över tid. Farmakodynamisk teori grundar sig på de farmakologiska mekanismer som är inblandade samt på en förståelse för de fysiologiska system som är påverkade. De farmakodynamiska effekterna kan vara av olika slag, till exempel effekt av ett läkemedel på blodtryck. Det kan också vara effekt på en biokemisk markör som är relaterad till läkemedlets farmakologi. Analys av dessa effekter görs ofta med hjälp av matematisk/statistisk modellering. Då studiet av cellens receptorer är beroende av molekylärbiologiska metoder har farmakodynamiken expanderat under de senaste 20 åren, då metoder som möjliggör studiet av enskilda proteiner och gener har utvecklats.